# Graciana Xarra
Graciana Xarra, död 1610, var en spansk kvinna som avrättades för häxeri. 
Hon var ett av de mer kända offren för den berömda häxprocessen i Baskien 1609-1614. Det var en av världens största häxprocesser, med tusentals åtalade men endast sex avrättningar, och hon tillhörde den minoritet som avrättades. 
Hon kom från Urdax i Navarra, där hon var änka efter herden Martin de Borda och förestod pilgrimshospitalet. Hon arresterades av inkvisitören Valle Alvarado 1609. Hon anklagades för häxkonst och för närvaro vid den berömda häxsabbaten i Zugarramurdi. Tillsammans med de andra åtalade fördes hon till Logroño-fängelset och ställdes inför den spanska inkvisitionen. 
Hon förnekade upprepade gånger anklagelserna mot henne. Inkvisitionens mål var inte att döma de åtalade till döden, utan att få dem att bekänna, varefter de skulle ångra sig, be om förlåtelse och sedan benådas från dödsstraff. Hennes vägran att erkänna var anledningen till att hon dömdes till döden. 
Hon dömdes i november 1610 att brännas levande på bål. Hon brändes tillsammans med fem andra personer på en autodafé. 